# Kostel svatého Wolfganga (Vikantice)
Kostel svatého Wolfganga ve Vikanticích je jednoduchou pozdně renesanční stavbou ze 16. století. Jako typologicky velmi cenná architektura je památkově chráněn od r. 1958.

## Historie
Kostel byl postaven patrně ve 3. čtvrtině 16. století, před rokem 1577, kdy byl zavěšen zvon s tímto letopočtem. Kostel byl roce 1611 rozšířen o renesanční zvonici.
V 18. nebo 19. století do něj byla vestavěna hudební kruchta a přidána další okna v lodi. Roku 1850 byla přistavěna předsíň.

## Popis
Kostel stojí na hřbitově obehnaném kamennou ohradní zdí. Je to jednolodní stavba obdélného půdorysu s nepatrně odsazeným trojboce ukončeným kněžištěm. V ose západního průčelí je představena hranolová věž s hlavním vchodem, který je chráněn předsíní. Věž je třípodlažní, v prostoru půdy se dochovaly fragmenty renesančního sgrafitového armování. K severní straně lodi a kněžiště je přistavena sakristie a márnice s pultovou střechou.
Hlavní vstup do kostela vede valeně zaklenutým podvěžím, loď je plochostropá s fabiony a štukovými zrcadly, sakristie zaklenuta valeně s výsečemi. V západní části lodi je hluboká dřevěná kruchta.
Hlavní oltář pochází z doby kolem roku 1700, starším vybavením je kazatelna (první třetina 17. století). Je zdobená vybíjeným ornamentem a rollwerkem, na parapetu s poloplastikami čtyř starozákonních proroků, na jehlanci stříšky se znakem rodu Hoffmannů z Grünbüchlu.
Varhanní nástroj zhotovila v roce 1893 firma Franz Kolb a synové z Pekařova.